# Новое Село (Гагаринский район)
Новое Село — деревня в Гагаринском районе Смоленской области России. Входит в состав Баскаковского сельского поселения.  

## География
Расположена в северо-восточной части области в 17 км к западу от Гагарина, в 20 км севернее автодороги М1 «Беларусь», на берегу реки Сежа. В 11 км юго-восточнее деревни расположена железнодорожная станция Василисино на линии Москва — Минск.
Часовой пояс
Новое Село, как и вся Смоленская область, находится в часовой зоне МСК (московское время). Смещение применяемого времени относительно UTC составляет +3:00.

## История
В годы Великой Отечественной войны деревня была оккупирована гитлеровскими войсками в октябре 1941 года, освобождена в марте 1943 года.

## Население
Население — 14 жителей (2007 год).